# Geburtshaus Maternité Alpine

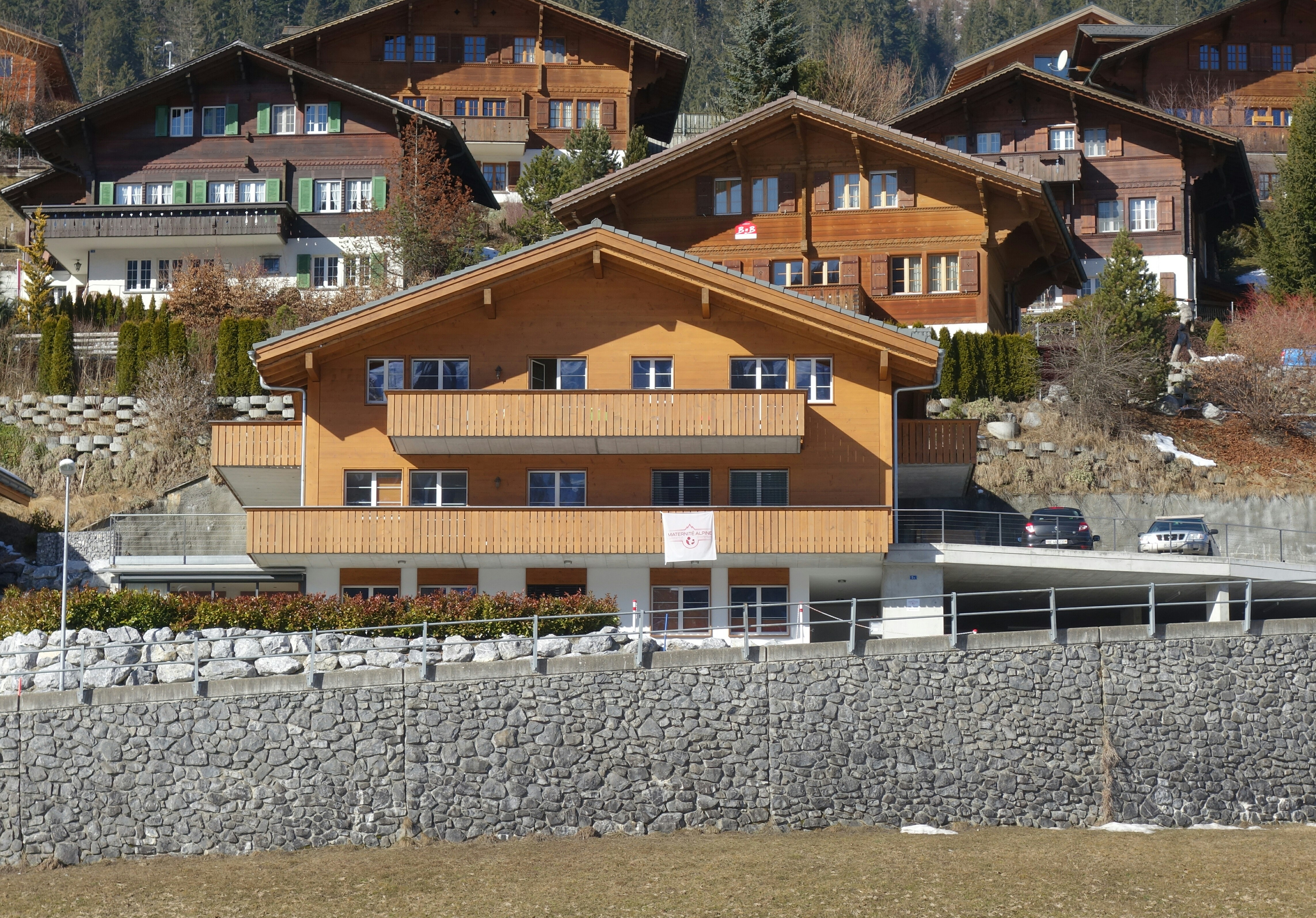
Geburtshaus Zweisimmen, Februar 2017

Das Geburtshaus Maternité Alpine ist ein Geburtshaus in Zweisimmen im Berner Oberland.

## Geschichte
In der Folge der Schließung der geburtshilflichen Dienste am Spital Zweisimmen zum April 2015, gründeten Private am 30. Juli 2015 die Genossenschaft Geburtshaus Simmental-Saanenland: Maternité Alpine mit Sitz in Zweisimmen. Ziel der Genossenschaft war es dabei, die Errichtung und den laufenden Betrieb eines Geburtshauses zu erreichen, um die als unzureichend empfundene Versorgungssituation für Schwangere und Gebärende im Oberen Simmental dauerhaft zu verbessern.
Im Juli 2016 konnte die Genossenschaft geeignete Räumlichkeiten in Zweisimmen zur Miete finden. Im weiteren Verlauf des Jahres 2016 konnten notwendige Umbau- und Einrichtungsarbeiten abgeschlossen und die notwendigen Genehmigungen erhalten werden, so dass der Betrieb zum 1. Januar 2017 starten konnte. Am 7. Januar 2017 kam das erste Baby im Geburtshaus zur Welt.

## Angebote und Leistungen
Neben der Geburt im Haus versteht sich das Geburtshaus als Anlaufstelle bei geburtshilflichen Fragen und Problemen vom Beginn der Schwangerschaft bis zum Ende von Wochenbett und Stillzeit.

## Rolle im Gesundheitssystem
Das Haus ist in die Liste der neunzehn Grundversorger des Kantons Bern aufgenommen worden.